# Thomas Major
Pour l’article homonyme, voir Major (homonymie).
Thomas Major (1720-1799) est un graveur britannique. Formé par des maîtres français, il fut le premier membre de sa profession à être accepté au sein de la Royal Academy.

## Biographie

### Paris

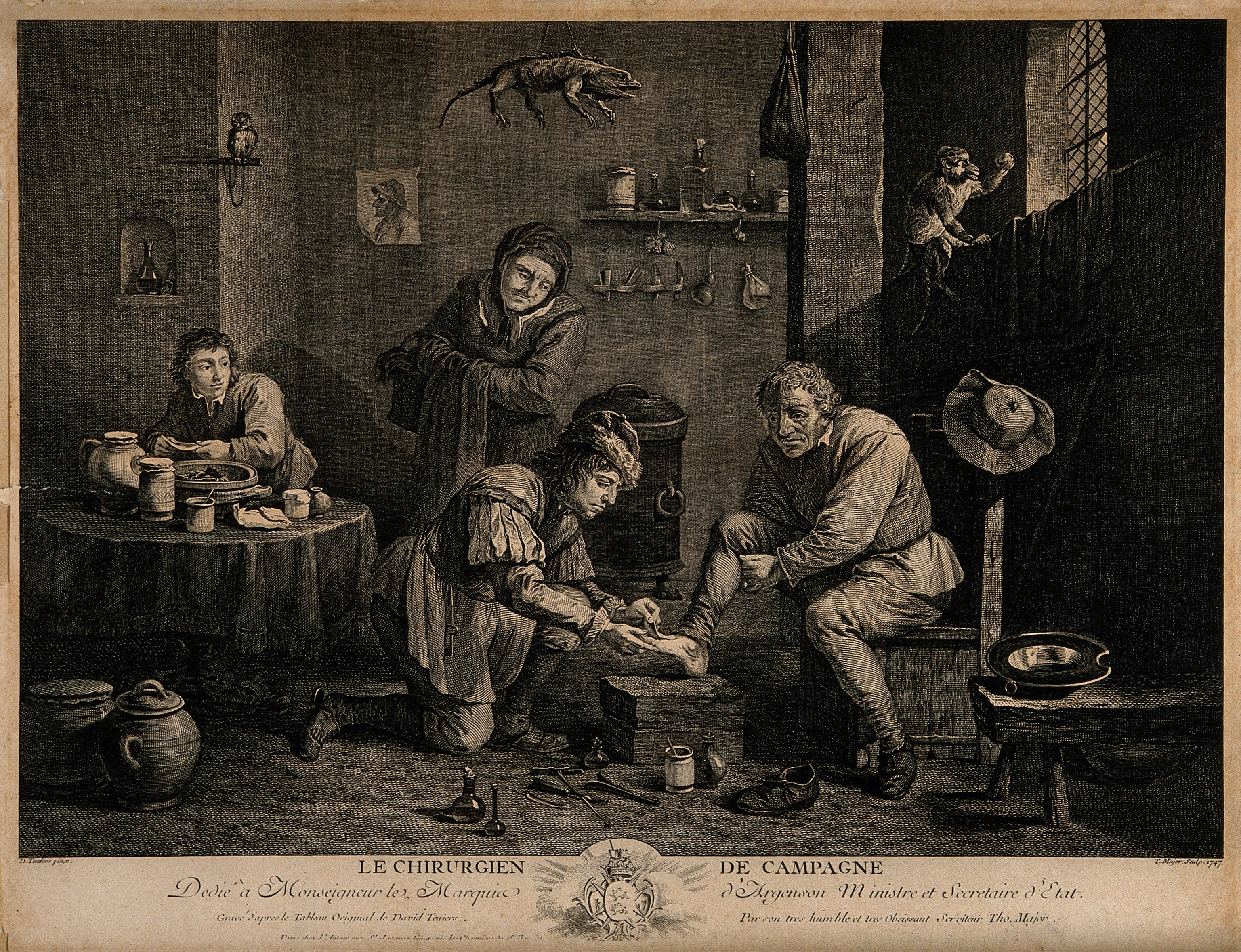
Le Chirurgien de campagne (1747) d'après Teniers, gravure dédiée au marquis d'Argenson (Fonds Wellcome).

Né en 1720 (mais le Bénézit indique 1714) dans le Buckinghamshire, Thomas Major est d'abord formé par le graveur français Hubert-François Gravelot, installé à Londres depuis 1735. Il grave alors quelques pièces de celui-ci, dont Jeunes gens et jeunes filles (1744) dans diverses attitudes. Quand la Guerre de Succession d'Autriche est déclenchée en 1745, il suit son maître à Paris, et travaille en société avec deux autres Anglais, Andrew Lawrence et John Ingram. Il se spécialise auprès de Jacques-Philippe Le Bas et Charles-Nicolas Cochin. En 1746, Major est emprisonné comme bon nombre de ses concitoyens alors présents en France, après l'issue de la bataille de Culloden. Il est libéré grâce à l'intervention du ministre français aux Affaires étrangères, le marquis d'Argenson. En juillet 1747, après la mort de Lawrence, il acquiert l'ensemble de ses cuivres.

### Londres
En 1748, il est de retour à Londres. Il vend une partie de sa collection d'estampes au marchand Arthur Pond. Il représente un temps Le Bas, important ses gravures. Il épouse une certaine Dorothy qui lui donnera seize enfants entre 1752 et 1771.
Expert au burin, Major produit un grand nombre de plaques d'après Nicolaes Berchem, Teniers, Philips Wouwerman, les Van der Neer, Albert Cuyp, Claude Lorrain, et d'autres. Spécialisé dans le paysage, il acquiert une belle réputation et les imprime lui-même du côté de St Martin's Lane.

### «Royal Patronage»
Il devient graveur pour Frédéric de Galles. En 1753, il peut, grâce à l'appui du duc de Cumberland, rapatrier les cuivres d'Andrew Lawrence achetés à Paris, et d'achever ainsi sa série The Death of the Stag, d'après Wouwerman. Toujours grâce à Cumberland, il exécute diverses vues en perspective, dont The Ruins of Palmyre (1753) et The Ruins of Baalbec (1757) d'après les dessins de l'architecte italien Giovanni Battista Borra qui avait été commissionné par Robert Wood.
En 1754, Major publie un catalogue de ses estampes, intitulé Recueil d'estampes gravées d'après les meilleurs tableaux des grands maîtres dont on a fait choix dans les cabinets les plus célèbres d'Angleterre et de France, suivi en 1768, d'une nouvelle édition. Curieusement, certaines estampes signées « Jorma » (anagramme de Major), voir du simple apocope « Jor. », sont celles publiées par Pierre-François Basan à Paris.
On connaît de lui quelques portraits, dont une série de quatre pièces représentant le comte de Granville et sa famille (1755 et 1757). En 1768, il édite magistralement The Ruins of Paestum, otherwise Posidonia, in Magna Graecia, toujours d'après Borra, recueil imprimé sur les presses de James Dixwell, un ouvrage traduit en français l'année suivante et qui trouva, du fait de la vogue du Grand Tour, plusieurs centaines de souscripteurs.

### Académicien
Major devient le premier graveur anglais à être admis comme membre associé de la Royal Academy, le 26 février 1770. Six ans plus tard, il y expose The Good Shepherd, d'après Murillo.
Il est nommé graveur du roi, et graveur du sceau royal. Il est jusqu'en 1797, graveur pour le « Stamp Office », organisme chargé du droit d'enregistrement. Le 24 mars 1784, le Grand Sceau (Great Seal) est volé dans la maison même du lord chancelier Edward Thurlow : en vingt heures, Major produisit un sceau de remplacement temporaire quasimment identique, qu'il excécuta ensuite sur une matrice en argent, et qui fut utilisé jusqu'en 1922.
Major meurt chez lui à Tavistock Row, Westminster, le 30 décembre 1799, and est enterré à l'église St Giles de Camberwell (Londres).